# Alžirsko-libijska granica
Alžirsko-libijska granica duga je 989 km, a proteže se od tromeđe s Tunisom na sjeveru do tromeđe s Nigerom na jugu.

## Povijest
Francuska je okupirala veći dio sjevernih obalnih područja Alžira u razdoblju 1830.-47., koja su do tada bila pod nominalnom kontrolom Osmanskog Carstva. Veći dio 19. stoljeća obalno područje moderne Libije (organizirano kao Vilajet Tripolitanije) bilo je dio Osmanskog Carstva, iako s velikim stupnjem de facto autonomije. U rujnu 1911. Italija je izvršila invaziju na Tripolitaniju, a sljedeće godine potpisan je ugovor iz Ouchyja kojim su Osmanlije formalno prepustili suverenitet nad tim područjem Italiji. Talijani su novoosvojene regije organizirali u kolonije talijansku Cirenaiku i talijansku Tripolitaniju i postupno počeli gurati južnije; godine 1934. ujedinili su dva teritorija kao talijansku Libiju.
Francuska i Italija potpisale su 12. rujna 1919. ugovor kojim je određena granica između Alžira i Libije. Tijekom Sjevernoafričke kampanje u Drugom svjetskom ratu Italija je poražena, a njene afričke kolonije okupirale su savezničke sile, a Libija je podijeljena na britansku i francusku okupacijsku zonu. Libija je kasnije dobila punu neovisnost 2. prosinca 1951. Francuska, koja je dugo bila nezadovoljna aspektima granice, potpisala je ugovor s Libijom 1955.-6. kojim je izmijenjen dio granice između Ghadamesa i Ghata, čime je omogućena učinkovitija uprava. Nakon rata Alžir je stekao neovisnost 1962., a granica je postala granica između dviju suverenih država.
Odnosi od neovisnosti uglavnom su bili srdačni, iako je granica uglavnom nesigurna zbog utjecaja terorizma i prelijevanja Libijskog građanskog rata.

## Naselja uz granicu

### Alžir
- Debdeb
- In Amenas
- Edjeleh
- Zarzaitin

### Libija
- Gadames
- Al Birkah
- Ghat